# 미들섹스 (소설)
《미들섹스》(영어: Middlesex)는 제프리 유지니데스의 2002년 장편 소설이다. 남녀한몸으로 성장한 한 그리스 아이의 일대기를 담담하게 서술하는 작품으로 작가의 자전적인 작품이기도 하다. 출간 후 큰 호평을 받았고, 2003년 픽션 부문으로 퓰리처상 수상하여 유명해졌다. 대한민국에는 민음사에서 이화연과 송은주 번역으로 출간되었다.